# Sant Salvador de Guardiola (kommunhuvudort)
Sant Salvador de Guardiola är en kommunhuvudort i Spanien.   Den ligger i provinsen Província de Barcelona och regionen Katalonien, i den östra delen av landet, 500 km öster om huvudstaden Madrid. Sant Salvador de Guardiola ligger 316 meter över havet och antalet invånare är 3 146.
Terrängen runt Sant Salvador de Guardiola är kuperad åt sydväst, men åt nordost är den platt. Runt Sant Salvador de Guardiola är det ganska tätbefolkat, med 166 invånare per kvadratkilometer. Närmaste större samhälle är Manresa, 6,9 km nordost om Sant Salvador de Guardiola. 